# NGC 714
NGC 714 (другие обозначения — UGC 1358, MCG 6-5-37, ZWG 522.47, PGC 7009) — линзовидная галактика в созвездии Андромеда. Открыта Байндоном Стоуни в 1863 году. Описание Дрейера: «тусклый, очень маленький объект круглой формы, на западе и на северо-западе видны две звезды 13-й величины». Иногда открытие этого объекта, как и некоторых других, приписывается Уильяму Парсонсу, ассистентом которого был Стоуни. Эта галактика входит в скопление галактик Abell 262.
Этот объект входит в число перечисленных в оригинальной редакции «Нового общего каталога».
Галактика NGC 714 входит в состав группы галактик UGC 1344. Помимо NGC 714 в группу также входят NGC 688, NGC 700, UGC 1330, UGC 1338, UGC 1344, MGC 6-5-40 и CGCG 522-33.